# Playa Brístol
La Playa Bristol es un famoso balneario argentino ubicado frente al centro urbano de la ciudad de Mar del Plata.

## Historia
Originalmente la playa no era más que un saladero, junto con un pequeño puerto.
A mediados del 1800, Patricio Peralta Ramos, comerciante y estanciero argentino, empieza a lotear terrenos, formando un pequeño núcleo urbano, que dará comienzo a la ciudad. Con la llegada del tren en 1886, la misma comenzó a atraer a varias familias como centro turístico, para pasar el verano.
Sin embargo es recién en 1888, con la inauguración del Hotel Bristol, un lujoso edificio de tres pisos en forma de E, que la ciudad adquiere gran renombre volviéndose el sitio preferido de la burguesía y los hombres más ilustres de Buenos Aires y todo el país. Con el hotel se abrieron también las primeras ramblas de madera y pronto las mujeres y los hombres más adinerados de Argentina quisieron concurrir a la “Playa del Bristol".
En 1907 Mar del Plata es declarada ciudad, y con las construcciones de varias residencias lujosas y la donación del Torreón del Monje por parte de Ernesto Tornquist en 1904, la playa adopta el apodo del “Biarritz Argentino”.
En 1913 se levanta la famosa Rambla Bristol de mampostería con diseño belga, estilizada con balaustradas, estatuas y ornamentos de tipo grecorromano. Es en esa rambla donde se paseaba la poeta argentina Alfonsina Storni, antes de internarse en el Océano Atlántico para no volver a ser vista.
Finalmente es también en 1913 cuando se inician las construcciones del nuevo muelle.

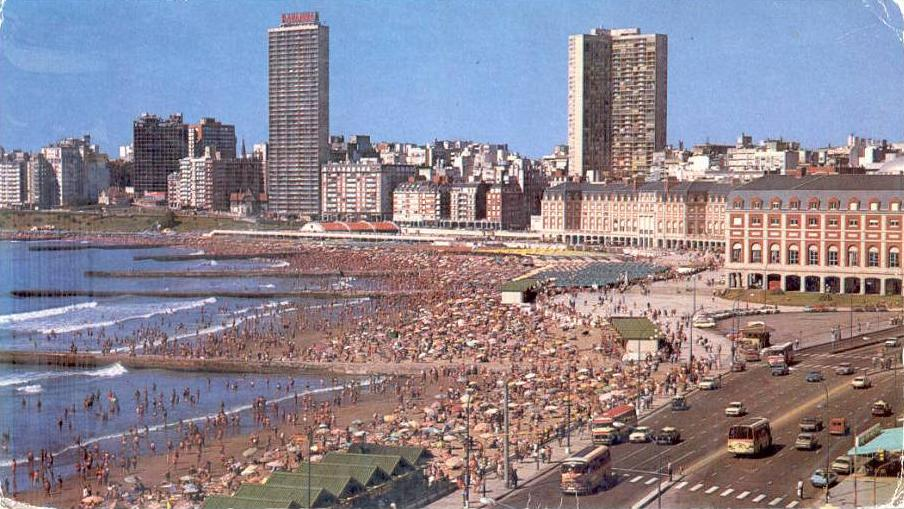
Década de 1970, épocas doradas de la Playa Bristol preferida por la clase media.

En 1939 la Rambla es demolida, mientras que comienza la construcción del Casino, el paseo tal cual como se conoce actualmente y el Hotel Provincial. En esta época, la playa se transforma en un símbolo de la nueva política social, cuando la misma fue visitada por trabajadores de la naciente clase media y de la clase baja. La ciudad pasó a ser apodada “La Feliz”, nombre que subsiste hasta ahora, mientras que rápidamente la mayoría de los hoteles son vendidos a gremios y sindicatos, y nace la ley de propiedad horizontal, La cual permite adquirir departamentos de uno o dos ambientes a precios económicos, por lo que muchos de los viejos chalets son derribados y en su lugar se construyen nuevos edificios de varios pisos. Esto hizo que el turismo en la playa llegara a cifras inalcanzables hasta ese momento.

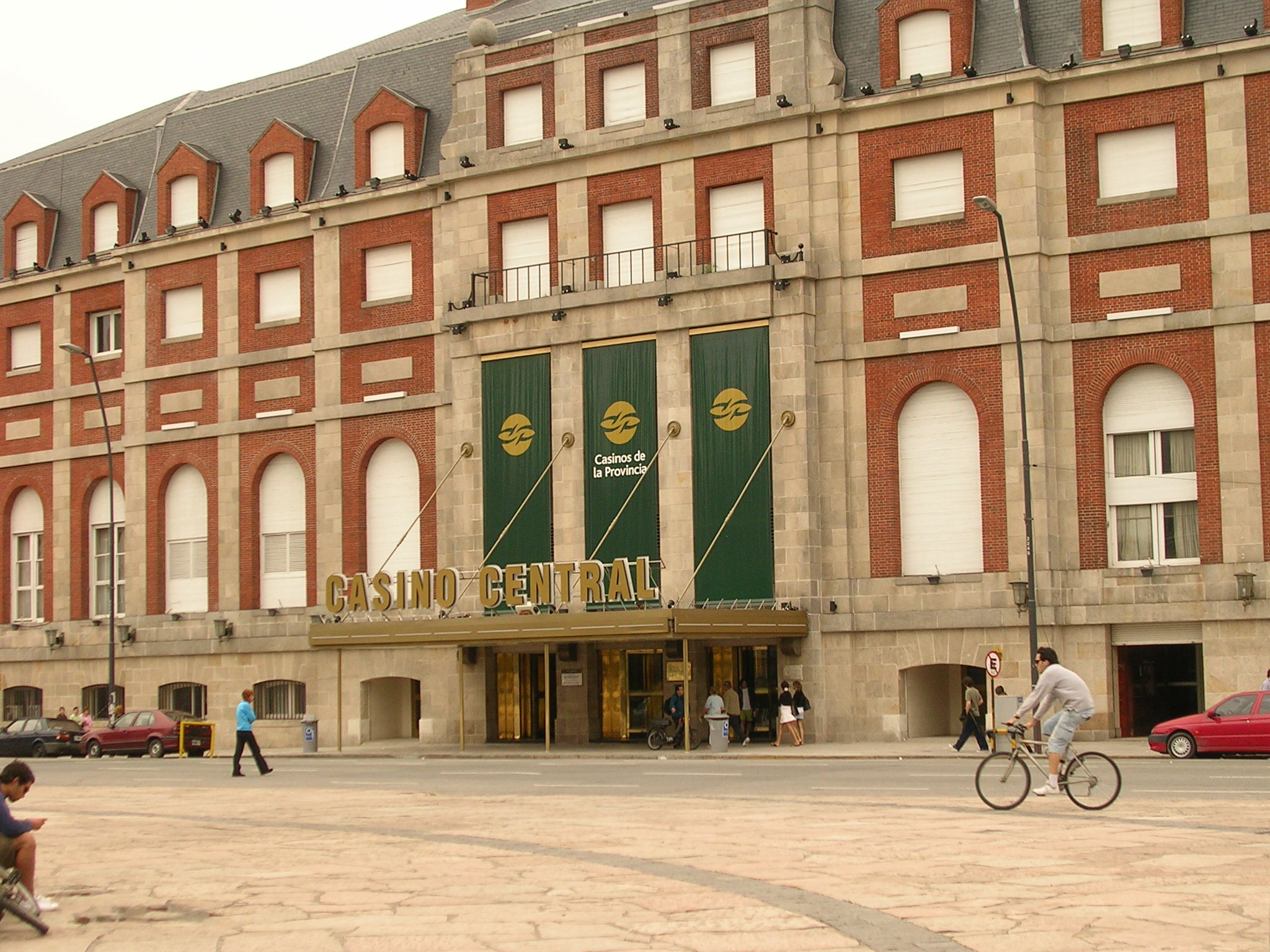
Casino Central en Mar del Plata

A partir de los años 1970 la ciudad crece enormemente, superando el medio millón de habitantes.
En la actualidad la Playa Bristol ha sido “adoptada” por la clase media y baja, por su proximidad al centro y a los grandes hoteles como por su infraestructura, mientras que las clases más adineradas se han trasladado a playas más apartadas en la parte sur de la ciudad.

## Las ramblas
Estas son todas las ramblas que se encontraron en la Playa Bristol:
- 1880-1890: Primera Rambla. Con la inauguración del Bristol Hotel, la gran cantidad de casillas de madera levantadas sobre la playa por pescadores habían comenzado a unirse mediante una plataforma cubierta de toldos. Este fue el origen de la primitiva Rambla de madera, primera de Mar del Plata. El paseo tenía unos tres metros de ancho y estaba apoyado directamente sobre la arena. Sería destruido por un temporal en 1890.

- 1890-1905: Rambla Pellegrini. Luego de la destrucción de la rambla original, el entonces Presidente de la República Carlos Pellegrini, asiduo visitante del balneario, organizó en Buenos Aires una suscripción de donaciones para construir una nueva rambla y casillas. La rambla fue levantada con planos del ingeniero Julio Figueroa e imitaba las construcciones del Far West. Tenía un largo de 250 metros y en la parte más alejada del mar se alineaban las casillas para las necesidades de los bañistas concebidas por entendidos como John Wright. En la parte delantera, frente al mar, se extendía un paseo con sofisticados locales comerciales. Para evitar los temporales costeros y las consecuentes crecidas del mar, esta rambla fue sustentada con pilotes de madera a 4 metros de altura.  para evitar la crecida del mar. En 1905, un voraz incendio destruyó casi todo el paseo y la mayoría de los balnearios allí ubicados.

- 1905-1913: Rambla Lasalle. Esta rambla fue levantada luego del incendio de la Rambla Pellegrini por iniciativa y cuenta de José Lasalle, importante empresario dedicado a los juegos de azar, especialmente la ruleta. Se construyó en 2 meses y 5 días y medía 100 m de largo por 40 de ancho. Tenía 4 pabellones, uno en cada extremo sobre la calle y 2 sobre la Rambla. Una galería circundaba el conjunto, tanto sobre la calle, como sobre la Rambla y el flanco sur. La que miraba al mar, se prolongaba en una pérgola extendida sobre la rambla propiamente dicha que servía de sostén a toldos corredizos. A este primer núcleo levantado rápidamente se agregaron más pabellones y balnearios, tanto al sur como hacia el norte y la rambla llegó a tener unos 400 metros. Muy acorde con la idea de progreso que caracterizó la época, la Rambla Lasalle incluía servicios muy modernos, como balnearios con agua de mar fría y caliente, locales comerciales, residencias privadas, pista de patinaje, cine, confitería y salón de diversiones con máquinas para juegos.

- 1913-1939: Rambla Bristol. Ubicada ligeramente al este del actual complejo Rambla Casino-Provincial, la Rambla Bristol, símbolo de la Belle Époque, fue inaugurada el 19 de enero de 1913 obra del arquitecto Luis Jamin y de la firma Castello y Picqueres. Luis Agote, autor de la sede del Club Mar del Plata fue su director técnico. La parte abierta al público, era una sucesión de locales a modo de cinta, de unos 400 m de longitud dividida en tres secciones: una mayor (central) y dos laterales separadas entre sí por dos escalinatas de 40 m de ancho cada una, que marcaban claramente los dos niveles del edificio. La terraza que daba al mar, a la que se abría la galería sobre columnas apareadas y el pórtico que daba a la ciudad con arcadas sostenidas por pilares con un primer piso sobre ellas recordaban muchas calles del París finisecular, en especial de la Rue Rívoli, por lo que también fue conocida como Rambla Francesa. A ambos lados de las escalinatas había cuatro cúpulas, dos que miraban al mar y dos en franco opuesto. Su proximidad con el mar y el constante embate de las olas fue la principal causa de su efímera vida.

- 1939-actualidad: Rambla Casino. En 1938 es aprobado el proyecto elevado por Alejandro Bustillo de urbanización de la playa Bristol comprendiendo la construcción del edificio del Casino Central y el del Hotel Provincial, balnearios, playas de estacionamiento y rambla frente al hotel y casino. El conjunto de la Rambla Casino está formado por dos grandes edificios gemelos, de un estilo ecléctico, aunque con reminiscencias neoclásicas francesas (estilo Luis XIII), con frentes revestidos en piedra Mar del Plata, ladrillo visto y mansardas en pizarra francesa. Entre ambos se desarrolla una plaza seca, la plaza Guillermo Brown, que ostenta una estatua del almirante homónimo. Esta plaza se abre al mar en una amplia escalinata de piedra, flanqueada por dos famosas esculturas de dos lobos marinos, tallados por José Fioravanti, transformados con los años en íconos de la ciudad.